# Бходжа II
Бходжа II — індійський правитель з династії Гуджара-Пратіхари, успадкував трон від свого батька Махендрапали I. 912 року повалено власним братом Магіпалою I.